# Robert Cecil Beavan
Robert Cecil Beavan (* 14. August 1841 in Mynporie (Minporee), Indien; † 3. Februar 1870 auf See) war ein britischer ornithologisch interessierter Naturforscher, der als Captain in der Britisch-Indischen Armee diente.

## Leben
Robert Cecil Beavan war der erstgeborene Sohn des in Indien stationierten britischen Offiziers Robert Beavan (1809–1853) und seiner Ehefrau Cecilia Mabel Drury (1821–1896), einer Nachkommin des britischen Gelehrten Benjamin Heath (1704–1766). Beide Söhne des Ehepaares kamen in Indien zur Welt. Als Robert C. Beavan zwölf Jahre alt war, starb im Oktober 1853 sein Vater in Indien. Am 4. November 1859 trat er selbst in die Britisch-Indische Armee ein und diente zehn Jahre lang in deren Bengal Staff Corps.
Während seiner Dienstjahre in der Armee war er korrespondierendes Mitglied der Zoologischen Gesellschaft von London. An vielen verschiedenen Orten sammelte er zahlreiche Exemplare von Vogelarten und Vogeleiern und verfasste Abhandlungen über seine Entdeckungen und Beobachtungen. Er beschrieb auch einige Vogelarten, die er von seinem jüngeren Bruder Reginald (1843–1927) erhalten hatte, der ab 1861 ebenfalls Angehöriger der britischen Armee in Indien war. Seine Beiträge sandte Captain Beavan an die ornithologische Fachzeitschrift The Ibis sowie an die Zoologische Gesellschaft von London, die sie in ihrem Magazin Proceedings of the Zoological Society of London veröffentlichte.
Im Jahr 1864 arbeitete Beavan in Barrackpore und verbrachte den Winter im heute nicht mehr existierenden Distrikt Maunbhoom, einer Region, die vor ihm bereits von Samuel Tickell und Edward Blyth erforscht worden war. Von dort stammte ein Exemplar einer Unterart des Indischen Spitzhörnchens (Anathana ellioti pallida), das er dem British Museum überließ. Seine Mitteilungen von dort wurden 1865 in The Ibis unter dem Titel Notes on various Indian Birds veröffentlicht. Während seines Aufenthalts auf den Andamanen-Inseln konnte Beavan seine Sammlung weiter vergrößern. Mithilfe von Informationen, die ihm Colonel Robert Christopher Tytler zur Verfügung gestellt hatte, konnte er 1867 ein Werk mit dem Titel The Avifauna of the Andaman Islands (deutsch: Die Avifauna der Andamanen-Inseln) fertigstellen und Teile davon nach und nach in The Ibis veröffentlichen. Beavan arbeitete auch mit dem schottischen Ornithologen A. O. Hume zusammen.
Anfang 1870 wollte Beavan wegen seines schlechten Gesundheitszustandes nach England zurückkehren. Er verstarb jedoch im Alter von 28 Jahren während der Reise auf einem Schiff der Handelsmarine an Auszehrung.
Nach seinem Tod wurden Beavans Sammlungen in die Sammlungen von Arthur Hay, 9. Marquess of Tweeddale, Frederick DuCane Godman und Osbert Salvin integriert. Sie werden im Natural History Museum in London aufbewahrt. Sein Buch über die Süßwasserfische Indiens „Handbook of the Freshwater Fishes of India“ erschien erst 1877 sieben Jahre nach seinem Tod.

## Erstbeschreibungen durch Robert Cecil Beavan

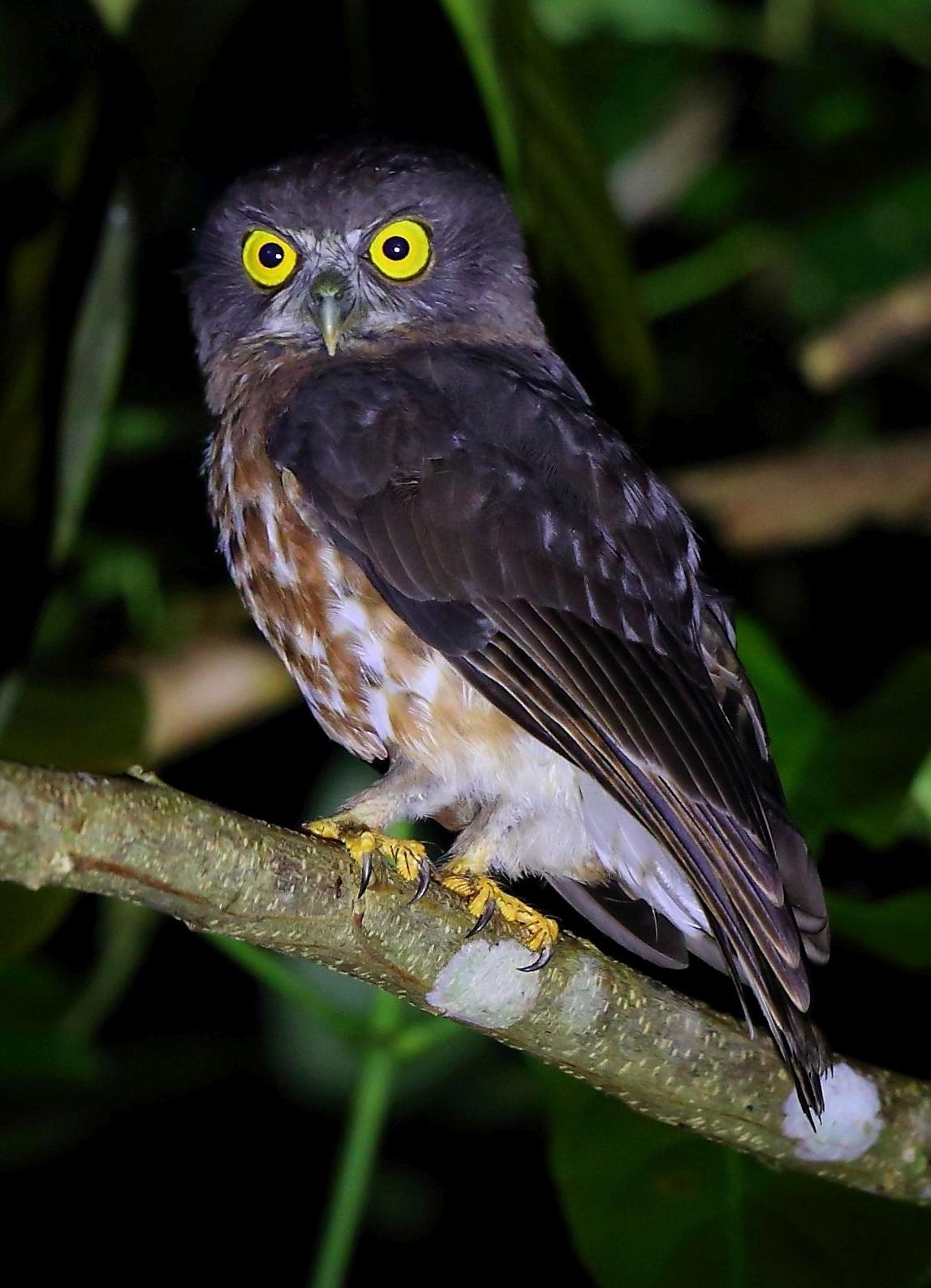
Der Andamanenkauz (Ninox affinis BEAVAN), eine der Vogelarten, die Robert Cecil Beavan erstmals wissenschaftlich beschrieb

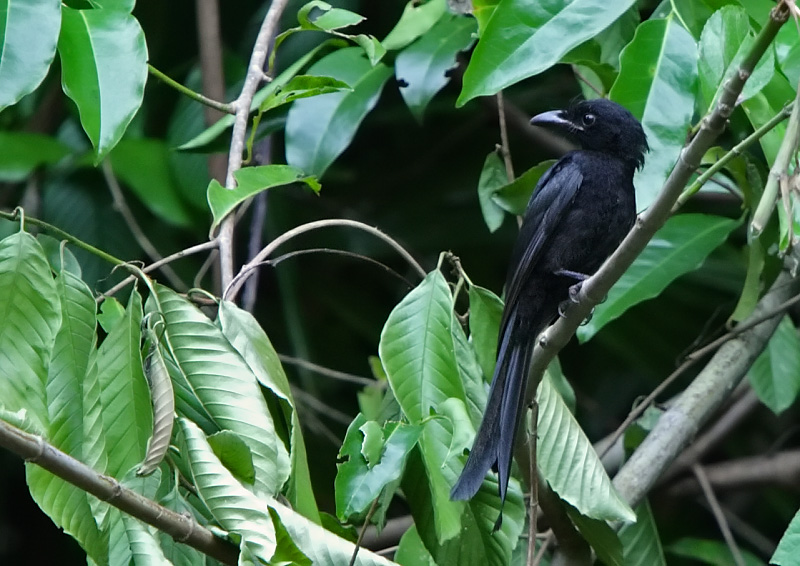
Andamanendrongo

Beavan hat zahlreiche Arten und Unterarten, die neu für die Wissenschaft waren, beschrieben.

### Arten
Zu den Arten gehören chronologisch u. a.:
- Andamanendrongo (Dicrurus andamanensis Beavan, 1867)
- Andamanenkauz (Ninox affinis Beavan, 1867)
- Andamanenkuckuck (Centropus andamanensis Beavan, 1867)

### Unterarten
Zu den Unterarten gehören chronologisch u. a.:
- Andamanenstar (Sturnia erythropygia andamanensis (Beavan, 1867))
- Beo (Gracula religiosa andamanensis (Beavan, 1867))
- Glanzkopfsalangane (Collocalia esculenta affinis Beavan, 1867)
- Scharlachmennigvogel (Pericrocotus speciosus andamanensis Beavan, 1867)
- Schwarzgenickschnäpper (Hypothymis azurea tytleri (Beavan, 1867))
- Schwarznackenpirol (Oriolus chinensis andamanensis Beavan, 1867)

## Dedikationsnamen
Eine Unterart der Rotbrustmeise Parus rubidiventris beavani wurde 1863 von Thomas Caverhill Jerdon zu seinen Ehren benannt. Im Jahr 1867 nannte Arthur Hay, 9. Marquess of Tweeddale eine Unterart der Rostprinie (Prinia rufescens beavani) nach ihm. Der Beavan’s Kingfisher (Alcedo beavani), den Hays 1874 beschrieb, steht heute als Synonym für die Menintingeisvogelunterart (Alcedo meninting rufigastra Walden, 1873). Charles Vaurie nannte 1949 eine Graudrongounterart (Dicrurus leucophaeus beavani), ein Name der heute als Synonym für eine andere Unterart des Graudrongos (Dicrurus leucophaeus longicaudatus Jerdon, 1862) betrachtet wird. Der Maskengimpel (Pyrrhula erythaca Blyth, 1862), den Beavan erstmals am Berg Tonglu sammelte, wird im Englischen manchmal Beavan’s Bullfinch genannt.
Wilhelm Peters widmete ihm 1867 Mus beavanii, ein Synonym für Mus terricolor Blyth, 1851. Albert Günther nannte 1868 eine von Beavan gesammelte Schistura-Art Schistura beavani.

## Veröffentlichungen (Auswahl)
- Notes on the Horned Pheasant. In: Intellectual Observer. Band 4, 1864, S. 195–197 (biodiversitylibrary.org).
- Notes on specimens of Birds' egg collected near Barrackpore. In: Proceedings of the Scientific Meetings of the Zoological Society of London for the Year 1864. 1864, S. 375–377 (biodiversitylibrary.org).
- Remarks on the Tusseh Silkworm of Bengal. In: Zoologist: A Monthly Journal of Natural History. Band 22, 1864, S. 9269–9272 (biodiversitylibrary.org).
- The Rhinoceros in Bhotan. In: Intellectual Observer. Band 6, 1865, S. 170–174 (biodiversitylibrary.org).
- XXXIII. Notes on various Indian Birds. In: The Ibis (= 2). Band 1, Nr. 4, 1865, S. 400–423 (biodiversitylibrary.org).
- An Indian Building Insect (Pelopoeus madraspatanus). In: Intellectual Observer. Band 6, 1865, S. 314–317 (biodiversitylibrary.org).
- The patridges of Bengal. In: Intellectual Observer. Band 7, 1865, S. 223–226 (biodiversitylibrary.org).
- Indian ornithological notes, chiefly on the migration of species. In: Proceedings of the Scientific Meetings of the Zoological Society of London for the Year 1865. 1865, S. 690–695 (biodiversitylibrary.org).
- Trip to Zwagaben and discovery of Nemorhaedus Sumatrensis. In: Proceedings of the Scientific Meetings of the Zoological Society of London for the Year 1866. 1866, S. 2–4 (biodiversitylibrary.org).
- Notes on our common Indian birds. In: Intellectual Observer. Band 9, 1866, S. 102–106 (books.google.de).
- The Choughs of the Himalayas. In: The Ibis (= 2). Band 3, Nr. 9, 1868, S. 136–138 (biodiversitylibrary.org).
- Notes on the Panolia deer or Tamyn (Cervus eldi). In: Proceedings of the Scientific Meetings of the Zoological Society of London for the Year 1867. 1867, S. 759–766 (biodiversitylibrary.org).
- XVIII. The Avifauna of the Andaman Islands. In: The Ibis (= 2). Band 3, Nr. 9, 1867, S. 314–334 (biodiversitylibrary.org).
- XXVI. Notes on various Indian Birds. In: The Ibis (= 2). Band 3, Nr. 12, 1867, S. 430–455 (biodiversitylibrary.org).
- The Lineated Pheasant of Burmah, Gallophasis lineatus. In: Intellectual Observer. Band 10, 1867, S. 170–174 (biodiversitylibrary.org).
- Contributions towards a history of Panola eldi, McLelland. In: The Journal of the Asiatic Society of Bengal. Band 36, Nr. 2, 1867, S. 175–188 (biodiversitylibrary.org).
- VIII. Notes on Various Indian Birds. In: The Ibis (= 2). Band 4, Nr. 13, 1868, S. 73–85 (biodiversitylibrary.org).
- XIII. Notes on Various Indian Birds. In: The Ibis (= 2). Band 4, Nr. 14, 1868, S. 165–181 (biodiversitylibrary.org).
- Correction: Notes on Various Indian Birds. In: The Ibis (= 2). Band 4, Nr. 15, 1868, S. 355–356 (biodiversitylibrary.org).
- XXXI. Notes on Various Indian Birds. In: The Ibis (= 2). Band 4, Nr. 16, 1868, S. 370–406 (biodiversitylibrary.org).
- Notes on Buchanga waldensi. In: The Ibis (= 2). Band 4, Nr. 37, 1868, S. 496–497 (biodiversitylibrary.org).
- Sundry Notes on Indian Raptors. In: Proceedings of the Scientific Meetings of the Zoological Society of London for the Year 1868. 1868, S. 390–402 (biodiversitylibrary.org).
- XXXVII. Additional Notes on various Indian Birds. In: The Ibis (= 2). Band 5, Nr. 20, 1869, S. 403–426 (biodiversitylibrary.org).
- XXII. Additional Notes on various Indian Birds. In: The Ibis (= 2). Band 6, Nr. 15, 1870, S. 310–327 (biodiversitylibrary.org).

Im Natural History Museum existiert außerdem ein Manuskript mit dem Titel:
- Catalogue of birds collected in the Maunbhoom district (Chota Nagpore) in Feby. March & April 1864.[13]